# John A. Elston
John Arthur Elston (ur. 10 lutego 1874 w Woodland, zm. 15 grudnia 1921 w Waszyngtonie) – amerykański polityk, członek Partii Postępowej, następnie Partii Republikańskiej.

## Działalność polityczna
W okresie od 4 marca 1915 do śmierci 15 grudnia 1921 przez cztery kadencje był przedstawicielem 6. okręgu wyborczego w stanie Kalifornia w Izbie Reprezentantów Stanów Zjednoczonych. 